# Tokyo Xtreme Racer: Zero

Capa do jogo

Tokyo Xtreme Racer: Zero é um jogo lançado pela Genki em 15 de março de 2001, que faz parte da série Tokyo Xtreme Racer. Foi feito para o console PlayStation 2.